# Metanski klatrat
Metanski klatrat ili “led koji gori” je kruta tvar, u kojoj je velika količina metana zarobljena u kristalnoj strukturi (ledu) vode. Prije se mislilo, da će se veće količine moći pronaći samo u vanjskim dijelovima Sunčevog sustava, gdje su niske temperature i velike količine leda, ali su se pronašla velika nalazišta, ispod sedimenata, na dnu oceana, na Zemlji. Pretpostavlja se da bi nalazišta metanskog klatrata mogla biti duplo veća od svih fosilnih nalazišta na Zemlji.
Metanski klatrat je sastavni dio plitke morske geosfere, i može se nalaziti kao dio sedimentnih stijena, ili kao samostalni dio na dnu oceana. Vjeruje se da nastaju pomicanjem metana iz dubokih Zemljinih slojeva, na mjestima gdje nastaju rasjedi, taloženjem i kristalizacijom, u dodiru uzlaznih plinskih struja s hladnom morskom vodom. Metanski klatrati su isto prisutni u dubini leda na Antartici, gdje su pronađeni u uzorcima leda, starosti i do 800 000 godina i služe za ispitivanje klimatskih promjena, uz ispitivanje kisika i ugljikovog dioksida.
U prosjeku, 1 mol metana se veže na 5,75 molova vode i gustoća je oko 900 kg/m3. Tako jedna litra ledenog metanskog klatrata ima oko 168 litara metana. Pod visokim pritiskom, može biti stabilan i do 18 ºC.
Metan stvara sktrukturu I hidrata (klatrata) s 2 dodekaedra (12 ploha i time 12 molekula vode) i 6 tetradekaedra (14 molekula vode) u jednoj jediničnoj ćeliji.

## Nalazišta
Metanski klatrat je ograničen u plitkoj litosferi (manje od 2000 m dubine). Uvjeti potrebni za nastanka metanskog klatrata u polarnim kontinentalnim sedimentnim stijenama je temperatura površine ispod 0 ºC i u sedimentima na dnu mora, gdje je dubina veća od 300 metara, temperatura mora na dnu oko 2 ºC. Osim toga, možemo ga naći u dukoboj ledenoj slatkoj vodi jezera, jer većina metanskih klatrata se ne može stvoriti u morskoj vodi (primjer je Bajkalsko jezero u Rusiji). Kontinentalna nalazišta su pronađena u Sibiru i na Aljaski, u pješčenjaku i ležištima mulja, dubljim od 800 metara. Oceanska nalazišta su široko rasprostranjena u epikontinentalnim pojasevima ili mogu pokrivati plinska polja zemnog plina. 

### Oceanska nalazišta
Postoje dvije različite vrste oceanskih nalazišta. Uobičajen je (99 %) kao struktura metan I klatrata, u dubokim sedimentima. Te klatrate su stvorili mikrobi archaee ili prabakterije koji stvaraju metan, jer su svojstva metana u klatratu i u okolini jednaka. Dubina nalazišta je između 300 i 500 metara.
Druga vrsta nalazišta predstavlja strukturu metan II klatrata i pretpostavlja se da je nastao iz dubljih nalazišta metana, koji je nastao raspadanjem organske tvari. Primjeri se mogu naći u Meksičkom zaljevu i u Kaspijskom jezeru.
Veličina nalazišta još nije točno utvrđena, jer su metanski klatrati pronađeni prvi puta 1960-tih. Smatra se da ga ima barem 1 x 1012 m3. 

### Kontinentalna nalazišta
Kontinentalna nalazišta su pronađena u Sibiru, sjevernoj Kanadi i na Aljaski, u pješčenjaku i ležištima mulja, dubljim od 800 metara. 2008. kanadski i japanski istraživači su počeli s ispitivanjem vađenja metanskog klatrata u blizini delte rijeke Mackenzie, u Kanadi.

## Izljev nafte u Meksičkom zaljevu 2010.
Na velikim dubinama, metan u dodiru s vodom stvara metanski klatrat, što je opaženo za vrijeme izljeva nafte u Meksičkom zaljevu 2010. 8. svibnja stavljeno je tzv. Zvono, teško 125 tona,  na naftnu bušotinu kako bi se zaustavilo nekontrolirano curenje nafte u Meksičom zaljevu, na dubini od 1500 metara, no moralo se dignuti zbog formiranja metanskih klatrata unutar Zvona.

## Klimatske promjene
Za klimatske promjene posebno su kritična ležišta metanskih klatrata u permafrostu. Istraživanja 2008. godine u arktičkom dijelu Sibira, su pokazala da su se milijuni tona metana oslobodili iz permafrosta, jer su mjerenja pokazala da su koncentracije metana do 100 puta veće od normalnih.